# Sundvedaskatten
Sundvedaskatten er en svensk sølvskat fra vikingetiden af 482 mønter på omkring 660 gram. Den blev fundet i 2008 i Sundveda mellem Märsta og Sigtuna ved Stockholm. Det er den største sølvskat, der er fundet i Mälardalen efter 1827.
Skatten blev fundet af arkæologer fra Riksantikvarieämbetet, der undersøgte en grav i Sundveda før opførelsen af et nyt boligområde.
Den var udstillet på Sigtuna Museum i Sigtuna 2008 - 2009.